# Большой Лондон (городская агломерация)

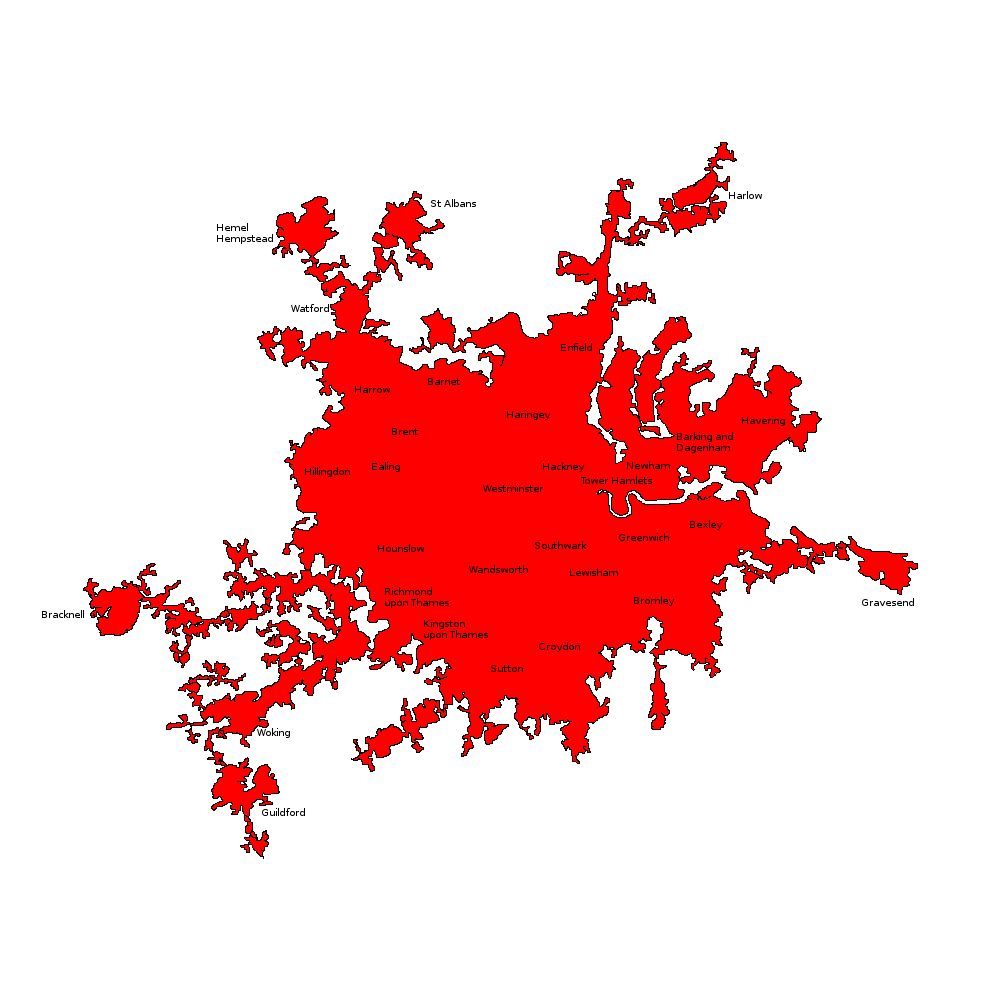
Лондонская агломерация (по данным ONS в 2011 году)

Городская агломерация Большой Лондон (англ. Greater London Urban Area) — крупнейшая городская агломерация Англии с населением более восьми миллионов человек, расположенная в регионах Большой Лондон, Восточная Англия и Юго-Восточная Англия. Основной город агломерации — Лондон.
Представляет собой Лондонскую агломерацию в узком смысле слова, в противовес Лондонской агломерации в широком смысле слова — Лондонскому метрополитенскому району.
По данным министерства статистики Англии (Office for National Statistics), в 2001 году городская агломерация Большой Лондон состояла из 50 населенных пунктов с общей численностью населения 8 278 251 человек.

## Список населенных пунктов
Населенные пункты городской агломерации Большой Лондон приведены по регионам, в порядке убывания численности населения.

### Регион Большой Лондон
- Кройдон 316 283
- Барнет 314 019
- Илинг 300 948
- Бромли 280 305
- Энфилд 273 203
- Ламбет 267 785
- Брент 263 464
- Уондсуэрт 259 881
- Луишем 248 922
- Ньюэм 243 891
- Саутуарк 243 749
- Хиллингдон 242 755
- Редбридж 240 796
- Хаверинг 223 193
- Гринвич 219 263
- Уолтем-Форест 218 341
- Харингей 216 507
- Хаунслоу 212 341
- Бексли 211 802
- Харроу 206 643
- Хакни 202 824
- Камден 198 020
- Тауэр-Хамлетс 196 106
- Мертон 187 908
- Вестминстер 181 766
- Саттон 177 796
- Ислингтон 175 797
- Ричмонд-апон-Темс172 335
- Хаммерсмит и Фулем 165 242
- Баркинг и Дагенем 163 944
- Кенсингтон и Челси 158 439
- Кингстон-апон-Темс 146 873

### Регион Восточная Англия
- Уотфорд 120 960
- Хемел-Хемпстид 83 118
- Чезант 55 275
- Лаутон 41 078
- Ходдесдон 35 235

### Регион Юго-Восточная Англия
- Уокинг/Бифлит 101 127
- Эпсом и Юэлл 64 493
- Дартфорд 56 818
- Грейвсенд 53 045
- Уолтон-он-Темс и Уэйбридж 52 890
- Стейнс-апон-Темс 50 538
- Эшер/Моулси 50 344
- Летерхед 42 885
- Банстед/Тадуэрт 38 664
- Катерем и Уарлингем 31 649
- Эгем 27 666
- Санбери-апон-Темс 27 415
- Нортфлит 23 457